# Jochen Amme
Jochen Amme (* 27. März 1935 in Hamburg; † 19. September 2016 ebenda) war ein deutscher Buchautor. Er beschäftigte sich mit dem Thema „Historische Bestecke“.

## Werdegang

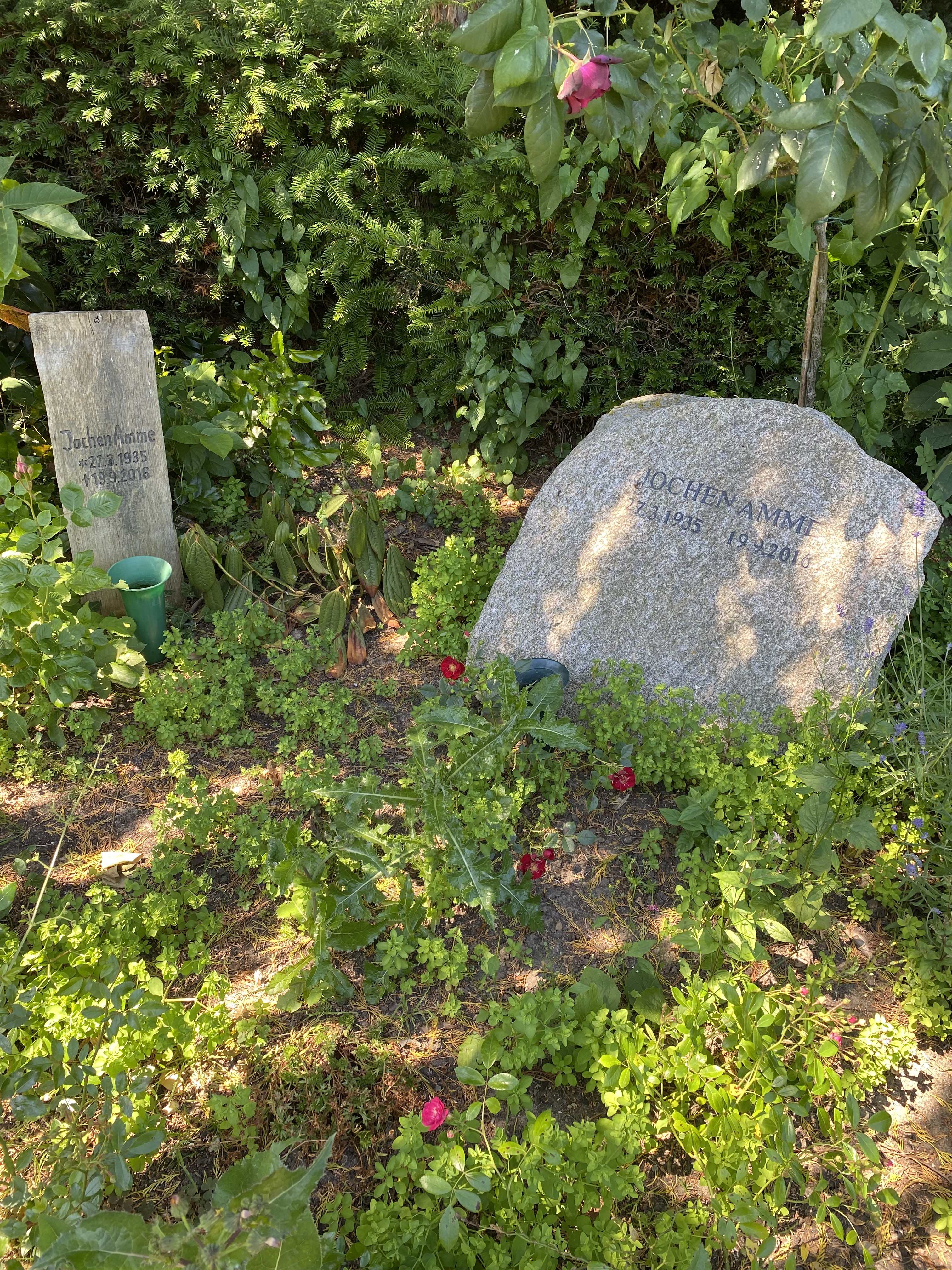
Grabstätte

Jochen Amme studierte Architektur und Rechtswissenschaften. Der Rechtsanwalt war Sammler von historischen Bestecken und Autor mehrerer Publikationen zu diesem Gebiet. Außerdem hielt er Vorträge und beteiligte sich an Ausstellungen durch Leihgaben.
Im Kunstgewerbemuseum Berlin, Grassi-Museum Leipzig, Musée des Arts décoratifs Paris, St.-Annen-Museum Lübeck, Wartburg Eisenach, Suermondt-Ludwig-Museum Aachen bestimmte er als Gutachter die dort gesammelten Bestecke.
Jochen Amme verstarb im Alter von 81 Jahren in seiner Geburtsstadt und wurde auf dem dortigen Friedhof Bernadottestraße im Stadtteil Ottensen beigesetzt.

## Publikationen
- Historische Bestecke III – von der Frühzeit bis in die Zeit um 1600. Arnoldsche Art Publishers, Stuttgart 2012.
- Historische Bestecke – Sammlung Suermondt-Ludwig-Museum Aachen. Suermondt-Ludwig-Museum Aachen, Aachen 2011.
- Historische Bestecke II. Arnoldsche Art Publishers, Stuttgart 2007.
- Historische Bestecke – Von der Altsteinzeit bis zur Moderne. Arnoldsche Art Publishers, Stuttgart 2002.
- Bestecke – Die Egloffstein´sche Sammlung (15. – 18. Jahrhundert) auf der Wartburg. Arnoldsche Art Publishers, Stuttgart 1994.
- Historisches Essbesteck. Band 2, Privatsammlung Hamburg, Hamburg 1991.
- Historisches Essbesteck. Privatsammlung Hamburg, Hamburg 1988.